# فوکر ام.۱۶
فوکر ام.۱۶ (انگلیسی: Fokker M.16) یک هواپیمای ساخت فوکر است . 